# Melanoxylon
Melanoxylon é um género botânico pertencente à família Fabaceae.
1. ↑  wfo-4000023602 «Melanoxylon — World Flora Online» Verifique valor |url= (ajuda). www.worldfloraonline.org. Consultado em 19 de agosto de 2020